# 泰格医药
泰格医药（英語：Hangzhou Tigermed Consulting Co.,Ltd., 深交所：300347，港交所：3347）全称是杭州泰格医药科技股份有限公司，是一家中国生物技术公司。

## 历史
2004年12月由叶小平博士在杭州成立。2012年8月17日在深圳证券交易所挂牌上市，2020年8月7日在香港交易所挂牌上市。2023年8月国际总部正式落户香港。

## 主营业务
- 临床试验技术服务
- 临床试验相关服务
- 实验室服务